# Gheorghe Grozav
Gheorghe Teodor Grozav (ur. 29 września 1990 w Albie Iulia) – piłkarz rumuński grający na pozycji napastnika w węgierskim klubie Kisvárda FC.

## Kariera klubowa
Swoją karierę piłkarską Grozav rozpoczął w klubie Unirea Alba Iulia. W 2007 awansował do kadry pierwszego zespołu i w sezonie 2007/2008 zadebiutował w nim w drugiej lidze rumuńskiej. W sezonie 2008/2009 wywalczył z Unireą awans z drugiej do pierwszej ligi. W Unirei grał do końca 2009.
W 2010 Grozav przeszedł do Standardu Liège. W pierwszej lidze belgijskiej zadebiutował 27 marca 2010 w zwycięskim 2:0 domowym meczu ze Sportingiem Charleroi. W sezonie 2010/2011 wywalczył ze Standardem wicemistrzostwo Belgii oraz zdobył Puchar Belgii.
W 2011 Grozav został wypożyczony ze Standardu do Universitatei Cluj. W zespole tym swój debiut zaliczył 20 sierpnia 2011 w zwycięskim 3:2 domowym meczu z Petrolulem Ploeszti. W Universitatei spędził rok.
Latem 2012 Grozav przeszedł do Petrolulu Ploeszti. W nowym zespole swój debiut zanotował 21 lipca 2012 w wygranym 5:0 domowym meczu z Ceahlăulem Piatra Neamț. W debiucie zdobył gola.
W 2013 Grozav został zawodnikiem Tereka Grozny. W 2015 był z niego wypożyczony do Dinama Bukareszt. Latem 2017 przeszedł do tureckiego klubu Kardemir Karabükspor, a na początku 2018 został zawodnikiem Bursasporu. W 2018 ponownie występował w rumuńskim klubie FC Dinamo Bukareszt.
16 stycznia 2019 podpisał półtoraroczny kontrakt z węgierskim klubem Kisvárda FC.
| Sezon   | Klub                 | Kraj    | Rozgrywki     | Mecze | Bramki |
| ------- | -------------------- | ------- | ------------- | ----- | ------ |
| 2007/08 | Unirea Alba Iulia    | Rumunia | Liga II       | 15    | 6      |
| 2008/09 | Unirea Alba Iulia    | Rumunia | Liga II       | 31    | 6      |
| 2009/10 | Unirea Alba Iulia    | Rumunia | Liga I        | 16    | 2      |
| 2009/10 | Standard Liège       | Belgia  | Eerste klasse | 5     | 0      |
| 2010/11 | Standard Liège       | Belgia  | Eerste klasse | 9     | 0      |
| 2011/12 | Universitatea Cluj   | Rumunia | Liga I        | 24    | 6      |
| 2012/13 | Petrolul Ploeszti    | Rumunia | Liga I        | 31    | 9      |
| 2013/14 | Petrolul Ploeszti    | Rumunia | Liga I        | 5     | 1      |
| 2013/14 | Terek Grozny         | Rosja   | Priemjer-Liga | 7     | 0      |
| 2014/15 | Terek Grozny         | Rosja   | Priemjer-Liga | 0     | 0      |
| 2014/15 | Dinamo Bukareszt     | Rumunia | Liga I        | 11    | 3      |
| 2015/16 | Terek Grozny         | Rosja   | Priemjer-Liga | 17    | 2      |
| 2016/17 | Terek Grozny         | Rosja   | Priemjer-Liga | 21    | 5      |
| 2017/18 | Kardemir Karabükspor | Turcja  | Süper Lig     | 14    | 2      |
| 2017/18 | Bursaspor            | Turcja  | Süper Lig     | 8     | 0      |

## Kariera reprezentacyjna
W swojej karierze Grozav rozegrał 5 meczów i strzelił 1 gola w reprezentacji Rumunii U-21. W dorosłej reprezentacji zadebiutował 30 maja 2012 w wygranym 1:0 towarzyskim meczu ze Szwajcarią, rozegranym w Lucernie. W debiucie zdobył gola.

## Wyróżnienia

### Unirea Alba Iulia
- Liga II: 2008–09

### Standard Liège
- Puchar Belgii: 2010–11

### Petrolul Ploiești
- Puchar Rumunii: 2012–13